# David Graf (ciclista de BMX)
David Graf (Winterthur, 8 de septiembre de 1989) es un deportista suizo que compite en ciclismo en la modalidad de BMX.
Ganó dos medallas de bronce en el Campeonato Mundial de Ciclismo BMX, en los años 2015 y 2021, y dos medallas en el Campeonato Europeo de Ciclismo BMX de 2016. En los Juegos Europeos de Bakú 2015 obtuvo una medalla de bronce en la carrera masculina.

## Palmarés internacional
| Campeonato Mundial | Campeonato Mundial      | Campeonato Mundial | Campeonato Mundial |
| Año                | Lugar                   | Medalla            | Competición        |
| ------------------ | ----------------------- | ------------------ | ------------------ |
| 2015               | Zolder (Bélgica)        | Medalla de bronce  | Carrera            |
| 2021               | Papendal (Países Bajos) | Medalla de bronce  | Carrera            |
| Juegos Europeos    |                         |                    |                    |
| Año                | Lugar                   | Medalla            | Competición        |
| 2015               | Bakú (Azerbaiyán)       | Medalla de bronce  | Carrera            |
| Campeonato Europeo |                         |                    |                    |
| Año                | Lugar                   | Medalla            | Competición        |
| 2016               | Verona (Italia)         | Medalla de plata   | Carrera            |
| 2016               | Verona (Italia)         | Medalla de bronce  | Contrarreloj       |